# سيفيتاميت
سيفيتاميت Cefetamet هو مضاد حيوي من السيفالوسبورينات الجيل الثالث يعطى عن طريق الفم. وهو فعال بشكل ممتاز في الزجاج ضد مسببات أمراض الجهاز التنفسي الرئيسية المحدثة بالعقدية الرئوية، المستدمية النزلية، الموراكسيلة نزلي، ومجموعة العقديات A بيتا الدم الانحلالي.

## الحركية الدوائية
هذه المجموعة من المضادات الحيوية تعرف بسيفالوسبورينات الجيل الثالث. نجد أن سيفالوسبورينات الجيل الثالث تُستخدم لعلاج العديد من الأمراض الخطيرة المتنوعة التي تسببها كائنات دقيقة مقاومة لمعظم المضادات الحيوية وخواصها:-
- أوسع طيفاً مما سبق.
- فعالة جداً ضد العصيات سلبية الغرام.
- مقاومة جداً للبيتالاكتاماز.
- تنفذ من الحاجز الدماغي الدموي BBB، وتحقق تركيزً عالياً في السال الدماغي الشوكي CSF، فتيتخدم في علاج سال مخي شوكي البكتيري بسلبيات الغرام.
- تعطى عادةً حقناً عضلياً.[3]

## الخواص

### الاسم العلمي
5-tia-1-azabicyclo[4.2.0]oct-2-ene-2-carboxylic acid, 7-[[(2-amino-4-tiazolyl)(metoxyimino)acetyl]amino]-3-metyl-8-oxo-, [6R-[6α,7β(Z)]]-

### الصيغة الكيميائية
C14H15N5O5S2

### الوزن الجزئي
g/mol 397.432

## الاستخدام الطبي
يستخدم لعلاج ذات الرئة المكتسبة الشائعة, والتهاب الأذن الوسطى والبلعوم واللوزتين والمسالك البولية لدى الأطفال.

## الاعراض الجانبية
الإسهال، والغثيان، والتقيؤ، تفاعلات فرط الحساسية.